# Wilbur Kirkland
Wilbur Kirkland (1947) è un ex cestista statunitense, professionista nella ABA e in Italia.

## Carriera

### Club
Dopo aver giocato a livello universitario con i Cheyney Wolves, esordì tra i professionisti nella stagione 1969-1970 con i Pittsburgh Pipers, franchigia della ABA, disputando 2 partite con 6 punti segnati complessivi.
Nel 1971 si trasferì in Europa, firmando con il Panathīnaïkos in Grecia, con cui giocò per una stagione.
Nel 1972 arrivò in Italia, dove vestì la maglia della Libertas Asti fino al 1974. Dopo una breve pausa, tornò a giocare nella stagione 1975-1976 con l’Athletic Genova, totalizzando 35 presenze.